# Ледерман Леон Ізраїльович
Леон Ізраїльович Ледерман (рос. Леон Израилевич Ледерман; нар. 25 травня 1947, Чернівці) — ізраїльський шахіст, міжнародний майстер (1976).

## Біографія
Леон Ледерман народився 25 травня 1947 року в місті Чернівці Української РСР. Закінчив факультет математики Томського університету.
Чемпіон Томська 1968 року. У 1970 році виконав норму майстра спорту СРСР, але не встиг оформити через виїзд до Ізраїлю. У 1971 році посів 4 місце у чемпіонаті України.
З 1971 року живе в Ізраїлі. У складі збірної Ізраїлю учасник 22-ї Олімпіади (1976) у Хайфі та 7-ї командної першості Європи (1980).
Учасник чемпіонату Ізраїлю (1984, 8–10 місце) та чемпіонату світу серед ветеранів (2011).
Працював директором середньої школи (1990—2009).